# Syndicalisme en Corée du Sud
Pendant le régime militaire, les libertés syndicales en Corée du Sud ont été très limitées, bien qu'une loi de 1953 reconnaissait formellement les droits syndicaux selon une réglementation d'inspiration américaine[réf. nécessaire]. La démocratisation de la Corée du Sud à partir de 1987 a permis la reconnaissance de la liberté d'association, du droit de négociations collectives et du droit de grève.
Aujourd'hui encore, certaines entreprises coréennes sont réputées entraver l'adhésion de leurs salariés à un syndicat. Ce fut, par exemple, le cas pour Samsung avant que l'entreprise n'autorise en 2019 la création d'une première organisation syndicale potentiellement viable de l'histoire du groupe, car affiliée à la puissante Fédération des syndicats coréens (FKTU).
La Corée du Sud reste le dernier pays de l'OCDE où les fonctionnaires n'ont pas le droit de se syndiquer, la loi interdisant également à d'autres catégories sociales de se syndiquer, notamment les professeurs d'université titulaires (pour la plupart non fonctionnaires), les pilotes de ligne et les courtiers d'assurance.

## Le paysage syndical actuel
Créée avec l'appui des militaires et de la KCIA (service de renseignement sud-coréen), la FKTU a longtemps été la seule centrale syndicale autorisée.
Après son adhésion à l'OCDE, la Corée du Sud doit reconnaître une seconde centrale syndicale, plus contestataire, la Confédération coréenne des syndicats (KCTU), à l'origine d'un important mouvement de grèves en 1996 et 1997.
La Corée du Sud reste toutefois un pays où le syndicalisme reste faiblement implanté : au 31 décembre 2001, la FKTU et la KCTU comptaient respectivement 1 000 000 et 600 000 adhérents. La KCTU revendique 800 000 adhérents fin 2006.
Malgré l'exception de Samsung, le taux de syndicalisation reste globalement plus élevé dans les grandes entreprises : selon le service sud-coréen de supervision financière, il atteignait 40 % parmi les dix principaux conglomérats sud-coréens fin septembre 2006, en hausse de 4 % sur un an, et 75 % dans la filiale automobile du groupe Hyundai Kia.

### Sources
- Eric BIDET, "Corée du Sud : économie sociale et société civile", L'Harmattan, collection "Innoval", 2003.